# Glicério
Glicério là một đô thị ở bang São Paulo của Brasil. Đô thị này nằm ở vĩ độ 21º22'34" độ vĩ nam và kinh độ 50º12'21" độ vĩ tây, trên khu vực có độ cao 400 m. Dân số năm 2004 ước tính là 4 528 người. Đô thị này có diện tích 274,1 km².

## Thông tin nhân khẩu
Dữ liệu dân số theo điều tra dân số năm 2000
Tổng dân số: 4.428
- Dân số thành thị: 3.095
- Dân số nông thôn: 1.333
- Nam giới: 2.241
- Nữ giới: 2.187

Mật độ dân số (người/km²): 16,15
Tỷ lệ tử vong trẻ sơ sinh dưới 1 tuổi (trên một triệu người): 18,73
Tuổi thọ bình quân (tuổi): 69,76
Tỷ lệ sinh (số trẻ trên mỗi bà mẹ): 2,04
Tỷ lệ biết đọc biết viết: 88,29%
Chỉ số phát triển con người (HDI-M): 0,761
- Chỉ số phát triển con người - Thu nhập: 0,680
- Chỉ số phát triển con người - Tuổi thọ: 0,746
- Chỉ số phát triển con người - Giáo dục: 0,857

(Nguồn: IPEADATA)